# Divisão Nordeste (NHL)
A Divisão Nordeste da NHL foi criada em 1993, devido à nova organização de Divisões da NHL. Foi extinta com nova reorganização em 2013, com seus times mandados para a Divisão do Atlântico.

## Composição Atual
Os times que atualmente compõem a Divisão Nordeste são:
- Boston Bruins
- Buffalo Sabres
- Montreal Canadiens
- Ottawa Senators
- Toronto Maple Leafs

## Composições Anteriores

### 1993-1995
- Boston Bruins
- Buffalo Sabres
- Hartford Whalers
- Montreal Canadiens
- Ottawa Senators
- Pittsburgh Penguins
- Québec Nordiques

#### Mudanças em relação à temporada 1992-1993
- A Divisão Nordeste é criada.
- Boston Bruins, Buffalo Sabres, Hartford Whalers, Montreal Canadiens, Ottawa Senators, e Québec Nordiques são transferidos da Divisão Adams para a Divisão Nordeste.
- Pittsburgh Penguins é transferido da Divisão Patrick para a Divisão Nordeste.

### 1995-1997
- Boston Bruins
- Buffalo Sabres
- Hartford Whalers
- Montreal Canadiens
- Ottawa Senators
- Pittsburgh Penguins

#### Mudanças em relação à temporada 1994-1995
- Québec Nordiques se muda para Denver, virando o Colorado Avalanche e sendo transferido para a Divisão do Pacífico.

### 1997-1998
- Boston Bruins
- Buffalo Sabres
- Carolina Hurricanes
- Montreal Canadiens
- Ottawa Senators
- Pittsburgh Penguins

#### Mudanças em relação à temporada 1996-1997
- Hartford Whalers se transfere para Raleigh, Carolina do Norte e se transforma no Carolina Hurricanes.

### 1998-2013
- Boston Bruins
- Buffalo Sabres
- Montreal Canadiens
- Ottawa Senators
- Toronto Maple Leafs

#### Mudanças em relação à temporada 1997-1998
- Carolina Hurricanes é transferido para a Divisão Sudeste.
- Pittsburgh Penguins é transferido para a Divisão do Atlântico.
- Toronto Maple Leafs é transferido da Divisão Central para a Divisão Nordeste.

## Campeões da Divisão
- 1994 - Pittsburgh Penguins (44-27-13, 101 pts)
- 1995 - Québec Nordiques (30-13-5, 65 pts)
- 1996 - Pittsburgh Penguins (49-29-4, 102 pts)
- 1997 - Buffalo Sabres (40-30-12, 92 pts)
- 1998 - Pittsburgh Penguins (40-24-18, 98 pts)
- 1999 - Ottawa Senators (44-23-15, 103 pts)
- 2000 - Toronto Maple Leafs (45-27-7-3, 100 pts)
- 2001 - Ottawa Senators (48-21-9-4, 109 pts)
- 2002 - Boston Bruins (43-24-6-9, 101 pts)
- 2003 - Ottawa Senators (52-21-8-1, 113 pts)
- 2004 - Boston Bruins (41-19-15-7, 104 pts)
- 2005 - Temporada não realizada devido ao Locaute da NHL.
- 2006 - Ottawa Senators (52-21-9, 113 pts)
- 2007 - Buffalo Sabres (53-22-7, 113 pts)
- 2008 - Montreal Canadiens (47-25-10, 104 pts)
- 2009 - Boston Bruins (53–19–10, 116 pts)
- 2010 - Buffalo Sabres (45–27–10, 100 pts)
- 2011 - Boston Bruins (46–25–11, 103 pts)
- 2012 - Boston Bruins (49-29-4 , 102 pts)
- 2013 - Montreal Canadiens (29-14-5, 64 pts)

## Campeões da Stanley Cup Produzidos
- 2011 - Boston Bruins

## Títulos da Divisão Nordeste por Equipes
| Equipe              | Número de Conquistas | Último Ano Vencido |
| ------------------- | -------------------- | ------------------ |
| Boston Bruins       | 5                    | 2012               |
| Ottawa Senators     | 4                    | 2006               |
| Buffalo Sabres      | 3                    | 2010               |
| Pittsburgh Penguins | 3                    | 1998               |
| Montreal Canadiens  | 2                    | 2013               |
| Quebec Nordiques    | 1                    | 1995               |
| Toronto Maple Leafs | 1                    | 2000               |